# Alimmainen Taimenjärvi
Alimmainen Taimenjärvi eller Taimenjärvi är en sjö i Finland. Den ligger i kommunen Enare i landskapet Lappland, i den norra delen av landet, 900 km norr om huvudstaden Helsingfors. Alimmainen Taimenjärvi ligger 327,8 meter över havet. Arean är 10,5 hektar och strandlinjen är 1,89 kilometer lång. Sjön  ingår i Pasvik älvs huvudavrinningsområde. 